# ناوور (ناوور)
ناوور هي إحدى مشيخات المملكة المغربية، تتبع جغرافيا لإقليم بني ملال وإداريًا لناوور. يقدر عدد سكانها بـ 2588 نسمة حسب الإحصاء الرسمي للسكان والسكنى لسنة 2004.